# Comarca de Coxim
A Comarca de Coxim é uma comarca brasileira localizada no estado de Mato Grosso do Sul, a 260 quilômetros da capital.

## Generalidades
Sendo uma comarca de segunda entrância, tem uma superfície total de 10.811,228 km², o que totaliza 3% da superfície total do estado. A povoação total da comarca é de 38 mil habitantes, aproximadamente o 1,5% do total da povoação estadual, e a densidade de povoação é de 3,4 habitantes por km².
A comarca inclui os municípios de Coxim e Alcinópolis. Limita-se com as comarcas de Pedro Gomes, Sonora, Corumbá, Rio Verde, São Gabriel do Oeste, Camapuã, Costa Rica
Economicamente possui PIB de R$ 582 521 000,00 e PIB per capita de R$ 15 850,91.